# Музей искусств западного побережья
Музей искусства западного побережья (нем. Museum Kunst der Westküste) — некоммерческий художественный музей в Алькерзуме на острове Фёр Северо-Фризских островов (Шлезвиг-Гольштейн, Германия). В музее представлено искусство, посвящённое темам моря и побережья. Основан шведским учёным, бизнесменом, филантропом и путешественником Фредериком Паулсеном, председателем правления Ferring Pharmaceuticals.

## Коллекция
Коллекция музея включает датское, немецкое, голландское и норвежское искусство. Содержит картины 1830—1930 годов, отражающие жизнь на континентальном побережье Северного моря. Здесь представлены скандинавские и немецкие художники XIX и XX веков, в том числе Анна Анкер, Микаэль Анкер, Макс Бекман, Юхан Кристиан Клаусен Даль, Педер Северин Кройер, Кристиан Крог, Макс Либерман, Эмиль Нольде и Эдвард Мунк.
Коллекция также включает работы голландских художников, таких как художник-романтик Андреас Схелфхаут и члены Гаагской школы Йосеф Исраэлс и Хендрик Виллем Месдах. Также представлены Ян Бартолд Йонгкинд и Эжен Буден, которые считаются предшественниками импрессионизма и внесли важный вклад в развитие европейской пейзажной живописи в XIX веке. Ядром коллекции является северо-фризская живопись, представленная работами Отто Генриха Энгеля и Ганса Петера Феддерсена.

### Галерея

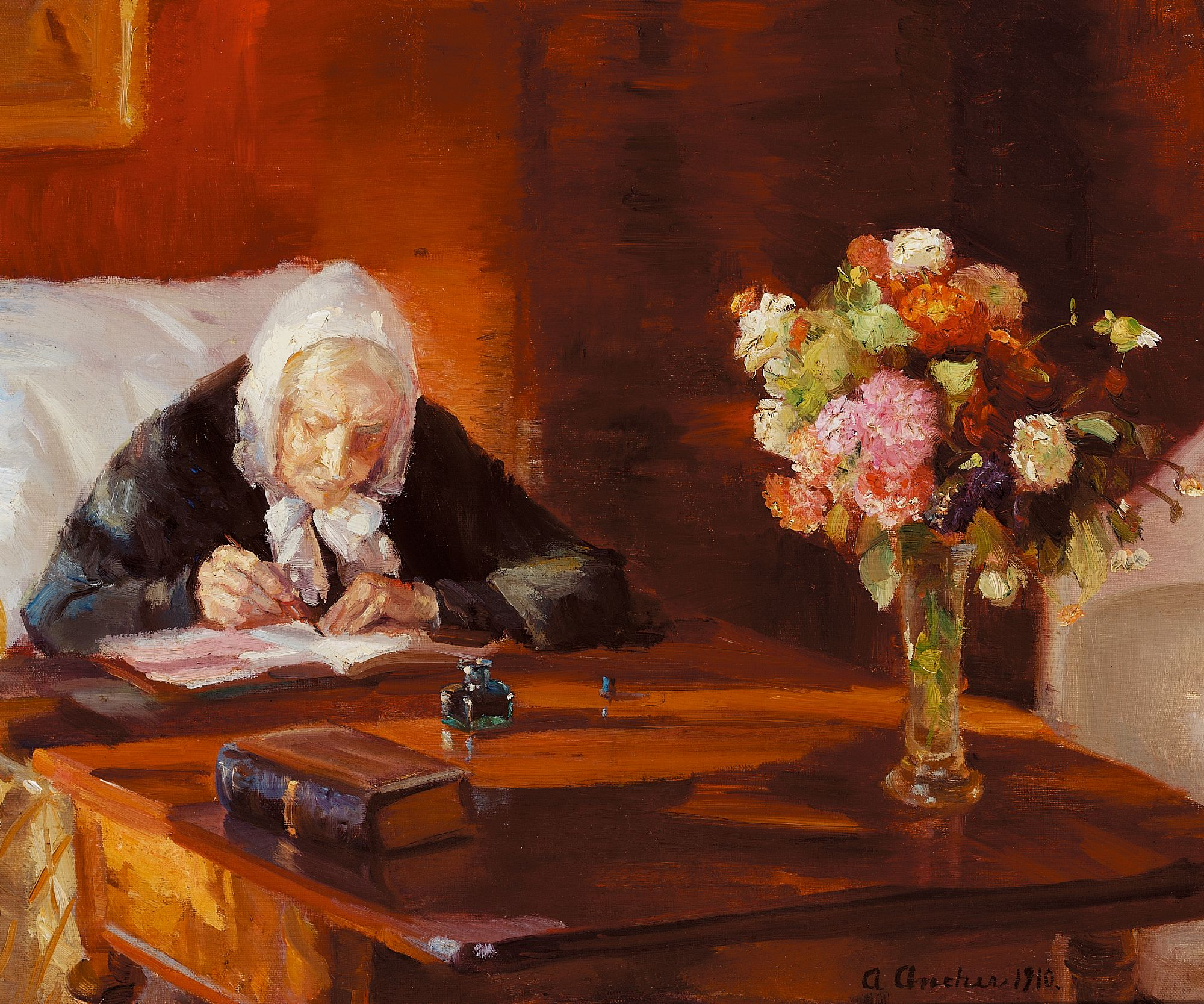
«Ан Хедвиг Брённум, сидящая за столом», Анна Анкер, 1910
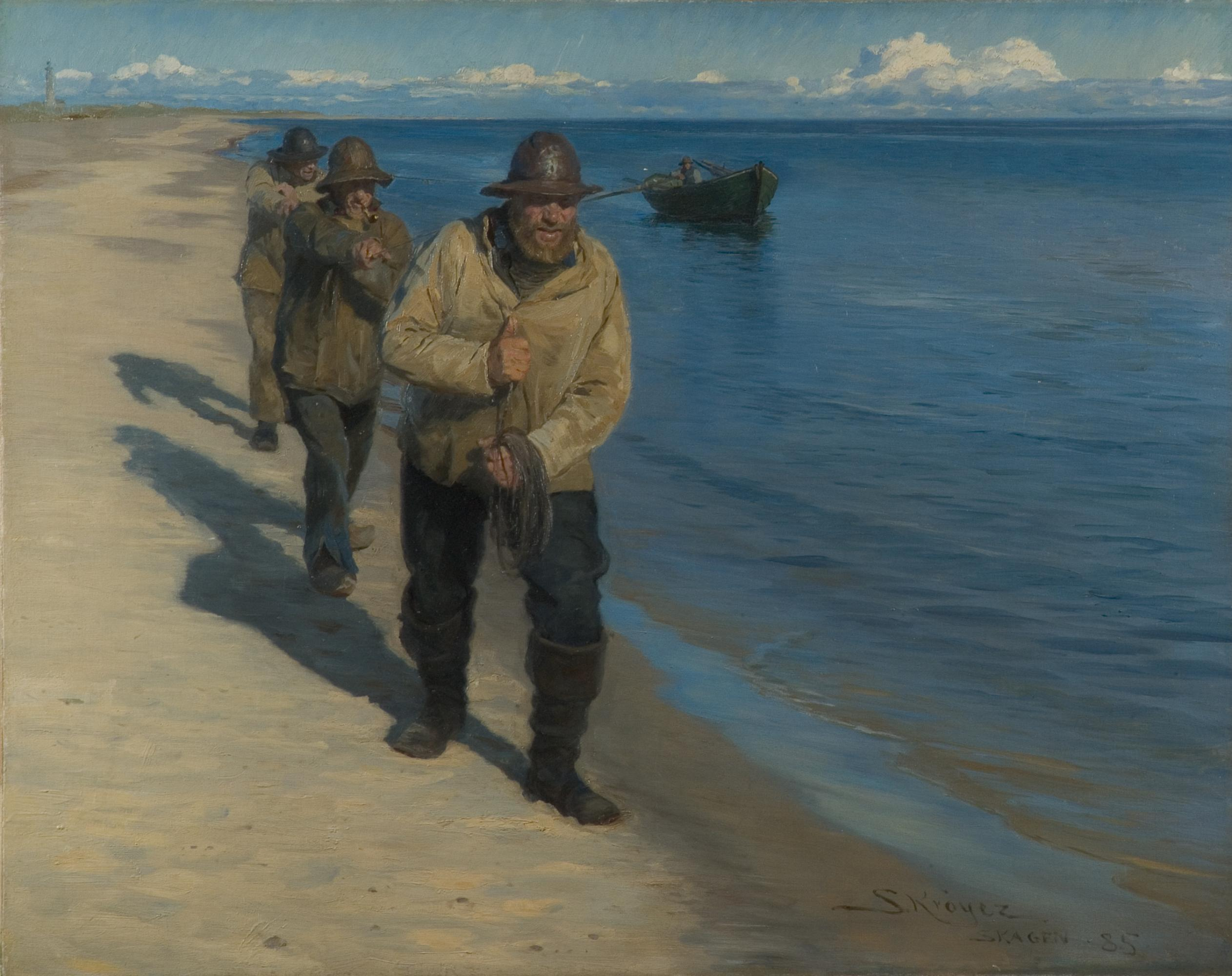
«Три рыбака, тянущие лодку», Педер Северин Кройер, 1885
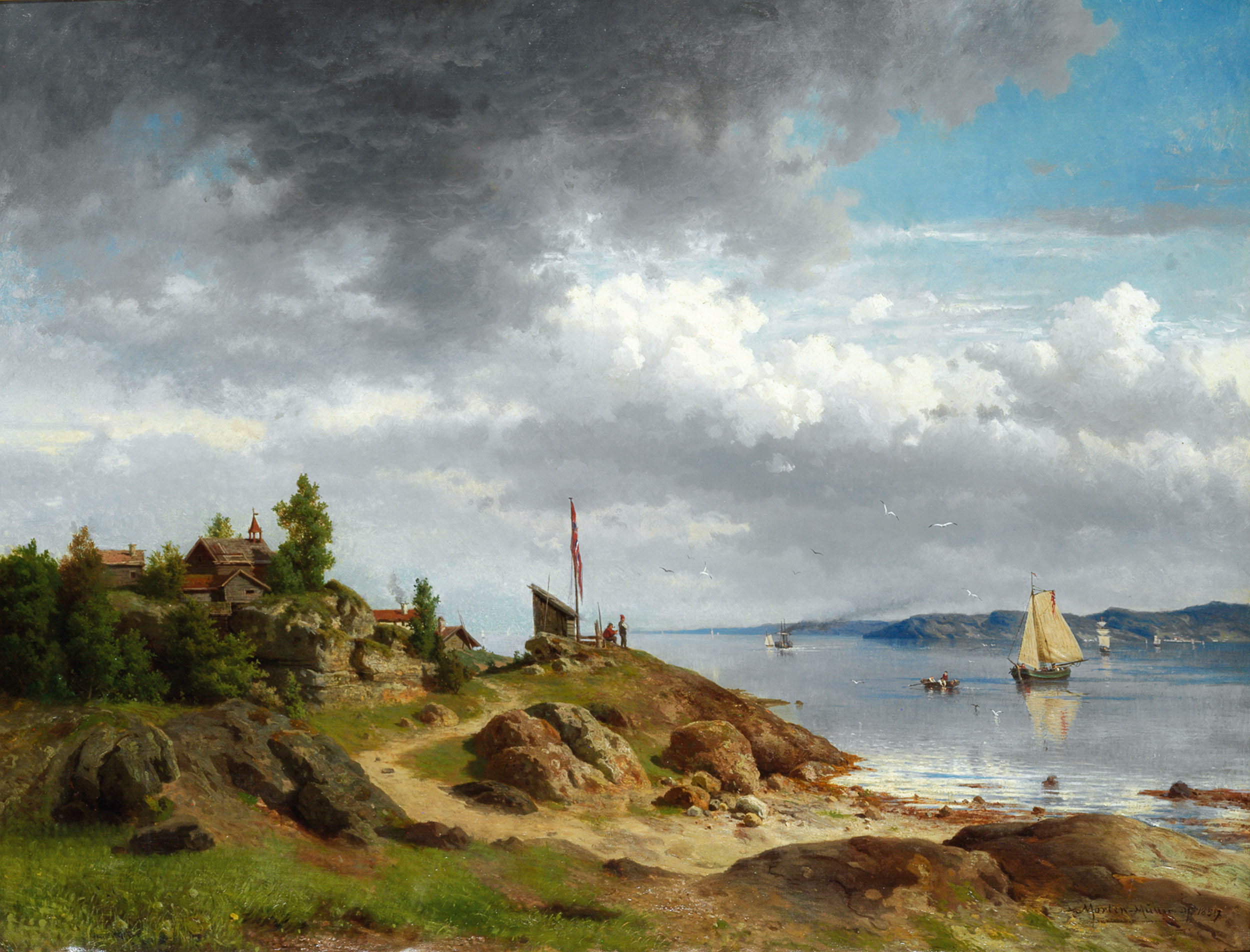
«Норвежский прибрежный пейзаж с человеческими фигурами», Мортен Мюллер, 1857

## Архитектура
Музей был спроектирован компанией Sunder-Plassmann Architekten как музейный комплекс, сочетающий традиции и модернизм. В музее шесть галерей с общей выставочной площадью более 900 м².
Архитектура музея обращена к истории местного строительства и ландшафта, объединяя существовавшие здания, такие как старинные амбары, а также подчеркивает различия между песчаными прибрежными пустошами и нижними болотами островов. Комплекс был построен в 2006—2009 годы и включает в себя также музейный сад и музей-ресторан «Grethjens Gasthof», построенный в стиле скандинавской усадьбы 1900 года. Музей является местом встречи как художников, работающих на Фёре, так и местных жителей и гостей.

### Галерея

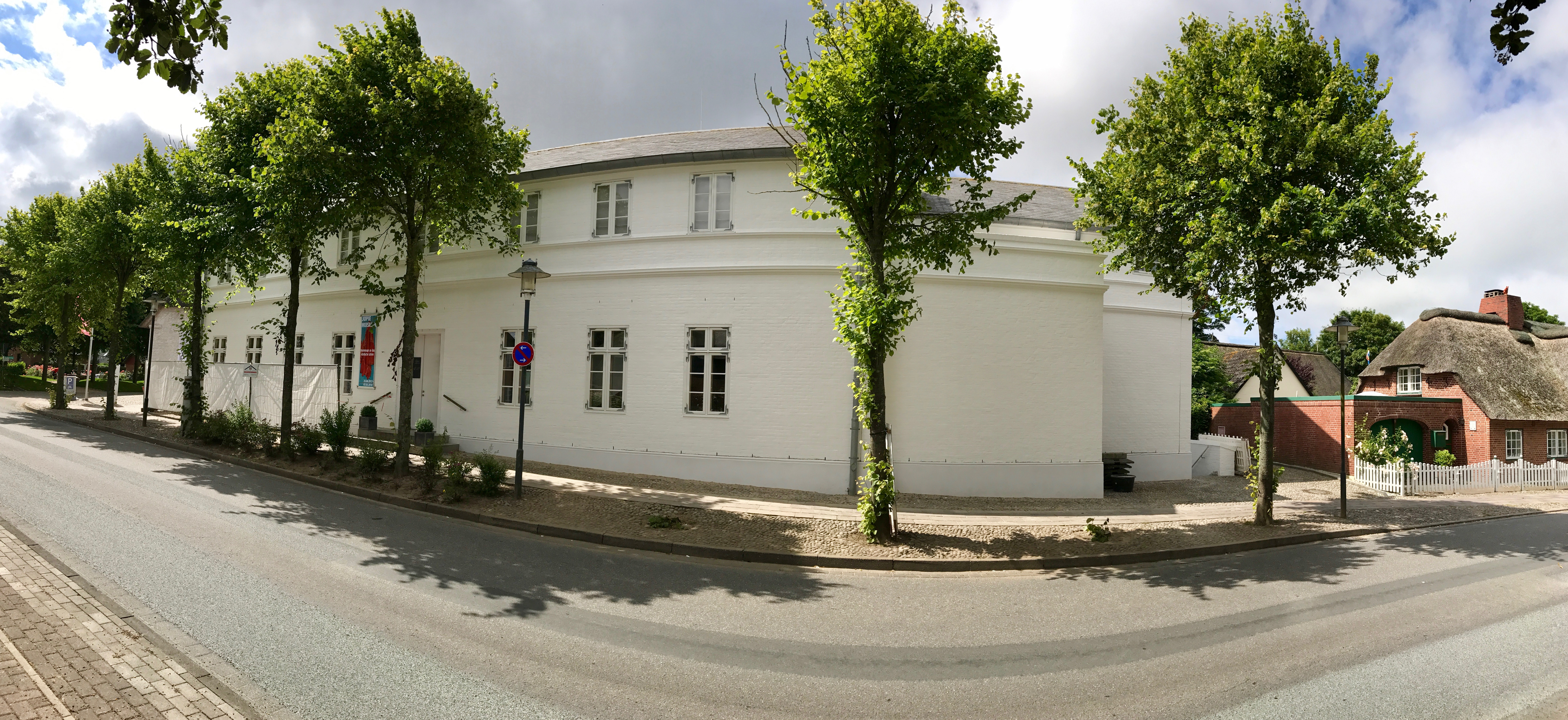
Панорама Музея искусства западного побережья
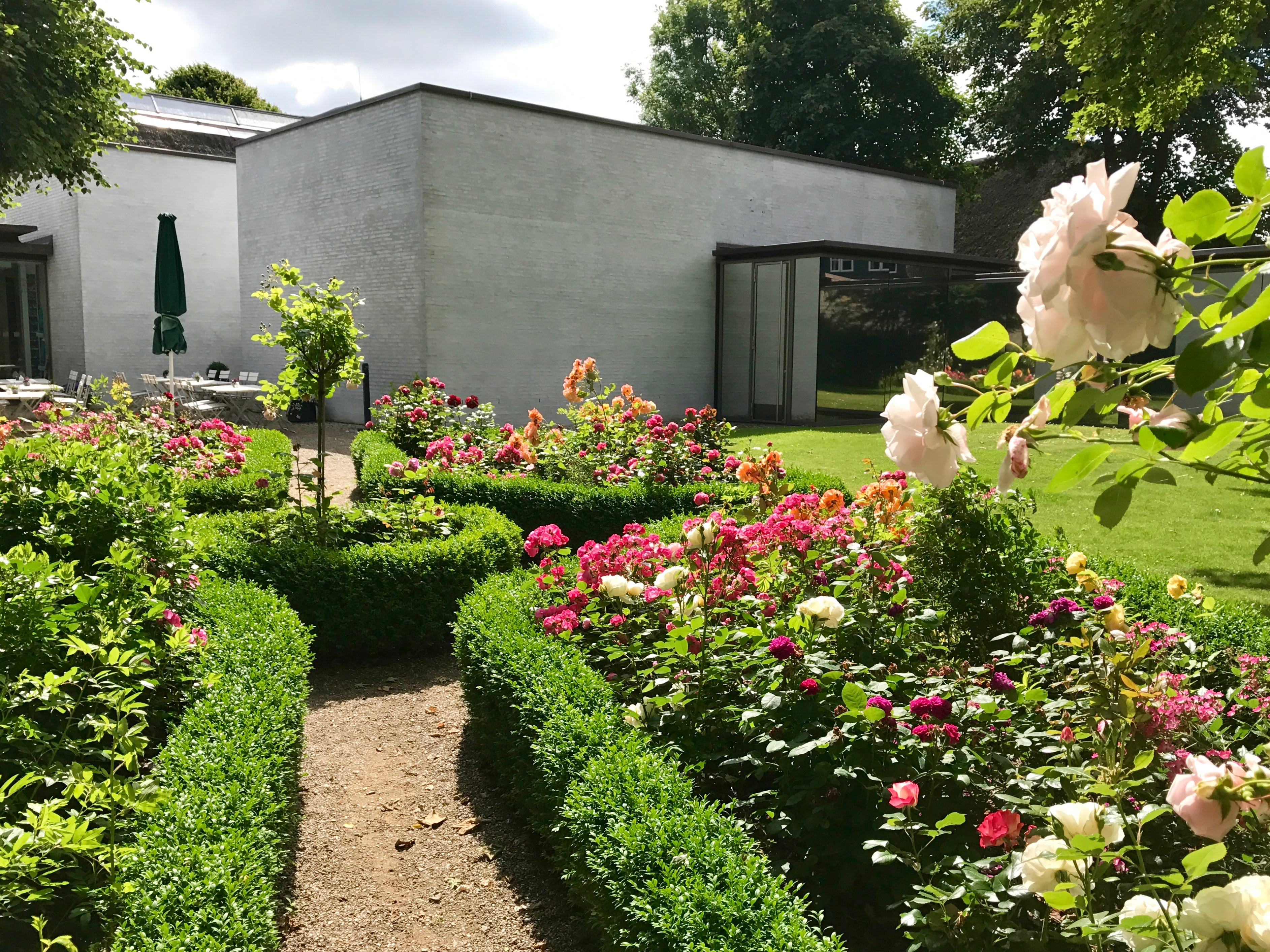
Музейный сад
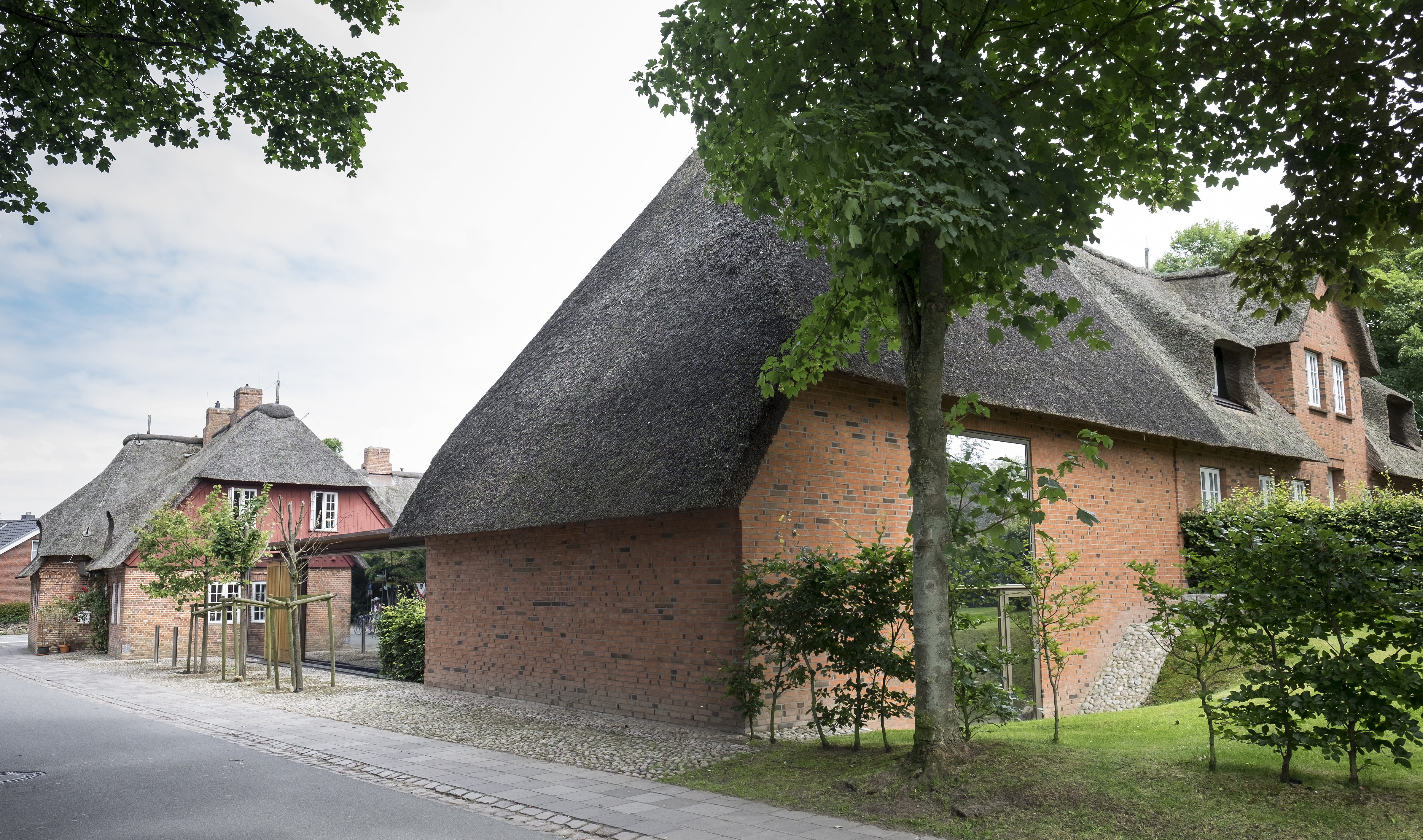
Вид на музейный комплекс

## Награды
В 2011 году музей был номинирован на премию «Европейский музей года». В том же году компания Sunder-Plassmann Architekten была удостоена награды Architekturpreis Schleswig-Holstein, а музей получил премию Red dot за корпоративный дизайн.